# On vit d'amour
Pour plus de détails, voir Fiche technique et Distribution.
On vit d'amour (D'amore si vive) est un film documentaire italien réalisé par Silvano Agosti et sorti en 1983.
Tiré de plus de neuf heures d'entretiens réalisés pour la télévision et collectés dans la ville de Parme pendant deux ans, le film est divisé en plusieurs sections consacrées frontalement voire crûment au sentiment amoureux, articulé autour de ses manifestations concrètes tels que l'amour, la tendresse et la sensualité,.
Le film a été projeté en 2016 au cinéma du Panthéon, à Paris, sur la proposition du chanteur Christophe dans le cadre du programme « L'inconnu du ciné-club » organisé par Télérama.

## Synopsis
Le film se compose de sept interviews de durées variables.
- Une jeune mère raconte sa récente expérience de maternité ;
- Une femme parle de l'éducation sévère qu'elle a subie et du mauvais rapport à la sexualité et à son propre corps ;
- Un garçon de neuf ans raconte ses premières expériences sentimentales et commente les attitudes des adultes ;
- Une fille toxicomane qui ne s'est prostituée qu'une seule fois et qui compte ne pas renouveler l'expérience ;
- Anna, une prostituée d'âge moyen, parle de sa vie et de ses expériences avec les hommes (le même film documentaire rapporte qu'Anna mourra le lendemain de l'interview, après avoir ingéré de l'acide muriatique) ;
- Gloria, une fille transsexuelle passionnée d'opéra ;
- Lola, une femme transgenre amoureuse des animaux qui élève des pigeons.

La scène finale, dans laquelle un garçon trisomique caresse une poupée, est liée à la séquence de la jeune maman.

## Fiche technique
- Titre français : On vit d'amour[4],[5]
- Titre original : D'amore si vive
- Réalisation : Silvano Agosti
- Scénario : Silvano Agosti
- Production : Franco Piavoli
- Photographie : Silvano Agosti
- Montage : Silvano Agosti, Franco Piavoli, Giuliana Zamariola
- Pays de production :  Italie
- Langue originale : italien
- Format : Couleur
- Genre : Documentaire
- Durée : 83 minutes
- Date de sortie : décembre 1983 (Rome)

## Distinction
- CorsicaDoc - Festival international du film documentaire d'Ajaccio - Ajaccio (Corse-du-Sud) - Sélection « Séxualité(s) »[5]